# Vlastní gól

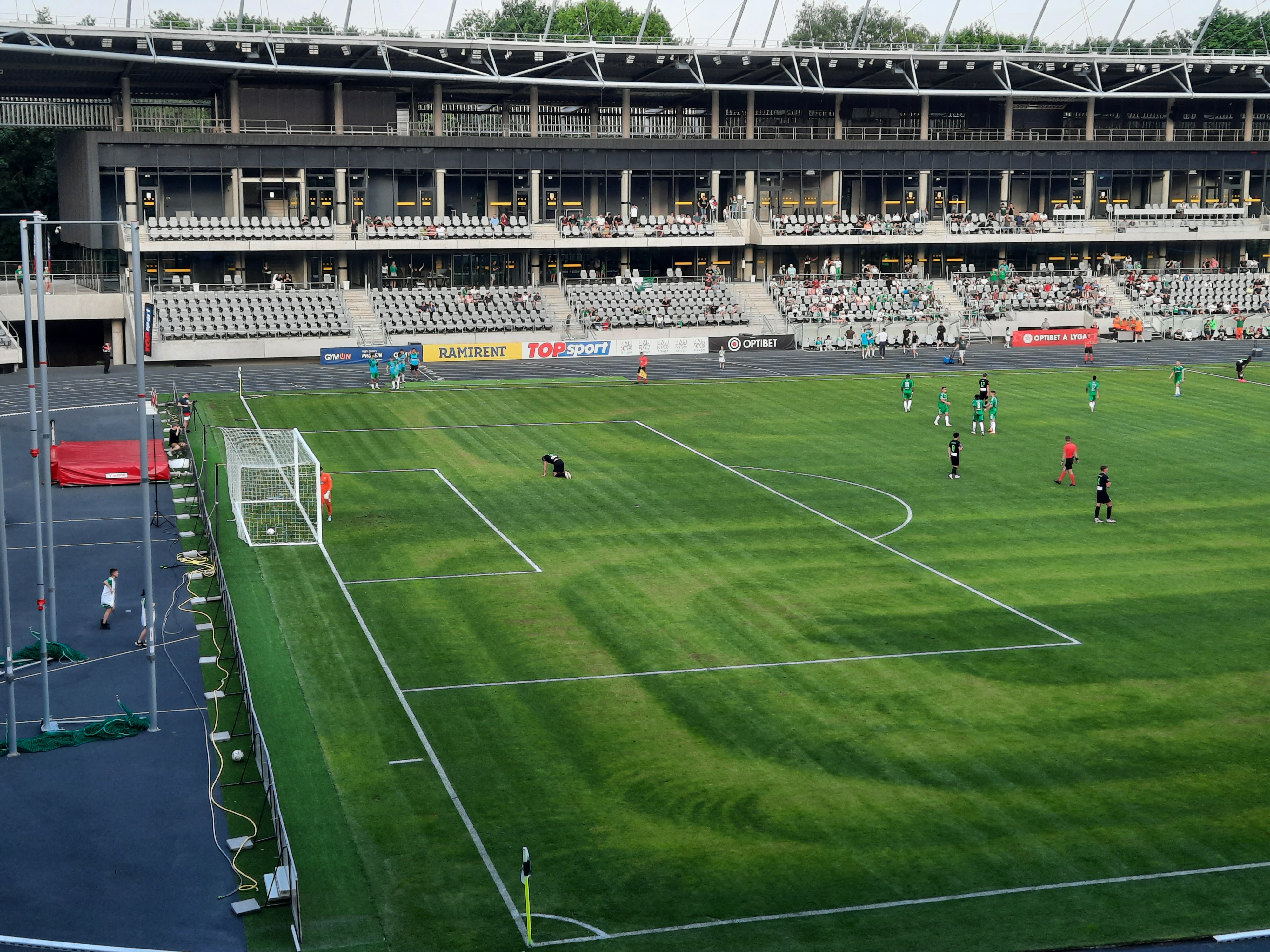
Příklad vlastního góly

Vlastní gól nebo vlastní branka (lidově také vlastňák či vlastenec), je v týmových sportech, ve kterých se skóre počítá na branky, označení pro gól, který dá hráč vlastnímu týmu. Takovýto gól platí jako regulérní a dle druhu sportu je přiznán buď přímo hráči, který vlastní gól dal, popřípadě poslednímu hráči soupeře, který se dotknul míče či puku. Přeneseně také označuje situaci, při níž se libovolná akce obrátí proti svému původci.
Zatímco u fotbalu je vlastní gól připsán tomu hráči, který ho dal, v ledním hokeji je připsán poslednímu hráči ze soupeřova týmu, který se jako poslední dotknul puku (může být tudíž připsán i brankáři soupeře, pokud se jako poslední dotknul puku).